# براندون بانكس
براندون بانكس (بالإنجليزية: Brandon Banks) هو لاعب كرة قدم أمريكية ولاعب كرة القدم الكندية أمريكي، ولد في 21 ديسمبر 1987 في غارنر في الولايات المتحدة.

## وصلات خارجية
- براندون بانكس على موقع الاتحاد الدولي لألعاب القوى (الإنجليزية)
- براندون بانكس على موقع مرجع كرة القدم المحترفة.كوم (الإنجليزية)
- براندون بانكس على موقع JustSportsStats.com (الإنجليزية)